# 로저 토니
로저 브룩 토니(Roger Brooke Taney /ˈtɔːni/, 1777년 5월 17일~1864년 10월 12일)는 미합중국의 정치인, 판사, 법무장관, 재무장관, 미국 연방 대법원의 대법원장을 역임한 인물이다.

## 생애
1777년 3월 17일, 토니는 메릴랜드주 캘버트 카운티에서 노예소유주로 담배 농장을 경영하는 유복한 가톨릭 가정에서 태어났다. 토니는 일곱 자녀(아들 넷과 딸 셋) 중 차남으로 태어나 농장을 물려받을 수 없었기 때문에 법률가로서의 길을 걷기로 했다. 토니는 1795년 디킨슨 대학을 수석으로 졸업하고, 메릴랜드 아나폴리스의 법률가로부터 법률을 배웠다.
그 후 1806년 1월 7일, 토니는 프랜시스 스콧 키의 여동생인 앤 피비 찰스턴 키와 결혼했다.

### 주 상원의원
1799년, 토니는 연방당으로 메릴랜드주 하원 의원으로 첫 당선이 되었다. 하지만 1801년 재선에 실패하면서 토니는 메릴랜드주 프레드릭으로 이사를 가서, 1823년까지 변호사로 일을 했다.
1812년, 토니는 미영 전쟁에 반대하는 입장을 표명하고 연방당의 주 지도부에서 이탈했지만 당적은 유지하였고, 1816년에 메릴랜드주 상원 의원에 선출되었다. 그 후 1824년 미국 대통령 선거에서 민주당에 가입하여 앤드류 잭슨을 지지했다.

### 법무장관
1827년, 토니는 메릴랜드주 검찰 총장에 임명된 후 1831년에 잭슨 대통령으로부터 미국 법무장관에 임명되었다. 토니는 법무장관으로 미합중국 제2 은행의 폐지를 주장했던 잭슨 대통령을 지원하였고, 의회가 미합중국 제2 은행의 인허가를 갱신하려고 할 때 거부 통지서의 초안을 도왔다. 하지만 재무 장관이었던 윌리엄 듀안은 미합중국 제2 은행의 생존을 주장하였고, 미합중국 제2 은행에서 연방 정부의 자금 인출을 거부했다. 따라서 잭슨 대통령은 듀안 재무장관을 경질하고 토니를 새로운 재무 장관으로 임명했다.

### 재무장관
1833년 9월에 토니가 재무 장관에 취임하면서 잭슨 대통령은 정부 예금을 인출하여 ‘애완 뱅크’라는 비아냥을 들은 7개의 민주당계의 주법 은행에 예금하는 조치를 취했다. 재무장관에 취임한 토니는 즉시 잭슨 대통령의 정책을 실행하여 미합중국 제2 은행을 차단하는 정책을 실시하였다. 그 결과 미합중국 제2 은행은 중앙은행으로서의 기능을 상실하였고, 결국 1836년 인허가 갱신을 거부당하고, 주법 은행으로 전환되었다.
충분한 신용 대출을 갈망하는 신흥 기업은 예금 이관을 열렬히 환영했지만, 중앙은행의 통제력이 상실된 결과 신용대출 붐과 인플레이션이 발생했다. 또한 1833년부터 1834년에 걸쳐 대규모 금융 위기가 발생했다. 상원은 대통령에 의한 적극적인 권한 행사를 비난했고, 토니의 재무 장관 취임에 이의를 제기했다. 결국 토니는 다음 해 1834년에 재무장관을 사임했다.
1835년, 토니는 가브리엘 듀발의 후임으로 미국 연방 대법원 배석 판사로 지명을 받고 취임을 한다. 그러나 상원은 토니가 미합중국의 은행 경영을 저해할 가능성이 있기 때문에 그 허가를 보류했다. 하지만 다음 해 1836년, 상원은 마음을 바꿔 토니의 미국 연방 대법원장 취임을 허용했고, 토니는 존 마샬의 후임으로 부임했다.

### 대법원장
판사로서의 토니는 잭슨 대통령이 임명을 받은 다른 많은 판사와 마찬가지로 국가가 강한 권한을 가져야 한다는 생각을 가졌다. 이것은 전임 존 마샬과는 다른 가치관이었으며, 따라서 종종 마샬 시대에 내려진 판결과는 다른 판결이 내려졌다.
예를 들어, 1819년의 다트머스 대학 대 우드워드 사건(17 US 518)에서 마샬은 주지사가 임명하는 이사회를 다트머스 대학에 설치하려한 뉴햄프셔주 의회의 결의는 위헌이라는 판결을 내렸고, 기업에 대한 국가의 간섭이나 통제를 적극적으로 배제했다. 한편 토니는 1849년의 스미스 대 터너 사건 (48 US 283)에서 국가의 권위를 확장하는 판결을 내려 국가에서 개혁적인 경제 정책을 지지 했다.
하지만 토니의 국가 권한을 확장한 생각은 1857년의 드레드 스콧 대 샌포드 사건에서 남부의 노예제 유지를 인정하는 판결로 이어졌다. 이 재판은 북부 자유주에 주인과 함께 이주한 노예 드레드 스콧이 자유인의 신분을 획득했다고 말할 수 있는 지 제의했지만, 토니는 자유주에 거주했다고 해서, 자유민 신분 획득을 의미하지 않는다는 판단을 내렸다.
이 판결은 이후 남북 전쟁이 벌어진 원인 중 하나라고도 말할 수 있었지만, 전쟁 중에도 그는 장관의 지위에 머물면서 링컨 대통령의 정책을 계속 물고 늘어졌다.

## 같이 보기
- 남북 전쟁의 원인